# Ђанг Ћинг
Ђијанг Ћинг (кин. 江青，пин'јин: Jiāng Qīng, варијанта: Ђанг Ћинг; 5. март 1914 – 14. мај 1991) била је кинеска политичка личност, глумица, књижевна теоретичарка, фотографкиња и комунисткиња модерног доба. Право име јој је Ли Јунхе (кин. 李云鹤，пин'јин: Lǐ Yúnhè), рођена је у Џученгу у провинцији Шандунг и била је четврта жена Мао Цедунга (Мао је њен трећи супруг). Била је међу најзначајнијим вођама Комунистичке партије Кине (КПК) за време Велике пролетерске културне револуције и вођа Четворочлане банде. Била је члан деветог и десетог Централног комитета и члан Политбироа КПК. У младости се бавила позориштем и глумом. Комунистичкој партији Кине се прикључила 1933. године, а 1938. је отишла у град Јен'ан након чега се удала за вођу КПК Мао Цедунга (када су се венчали, Мао Цедунг се још увек није био развео од тадашње супруге Хе Циџен). Уз Маов помирљив став, током Културне револуције 1960-тих почела је да буде активни члан кинеске политичке сцене, а она, Јао Венјуен, Ванг Хонгвен и Џанг Чунћиао називани су и „Четворочланом бандом“. Након Маове смрти 1976. године, Политбиро је привео и јула 1977. је протерана из КПК. Године 1981. осуђена је на смрт, али је казна након две године била преиначена у доживотну робију. Након што је пуштена из притвора ради лечења, 14. маја 1991. године је извршила самоубиство.

## Биографија

### Живот у Џученгу
Рођена је марта 1914. године у улици Дунггуан у граду Џуа, провинција Шандунг и добила име Ли Шуменг (кин. 李淑蒙，пин'јин: Lǐ Shūméng) или Ли Ђинхаи (кин. 李进孩，пин'јин: Lǐ Јìnhái) (Отац јој је пре рођења дао име Ли Ђинхаи које у дословном преводу значи „породица Ли дочекује сина“, али је по рођењу одмах промењено). Њен отац, Ли Девен, држао је столарску радњу, а мајка Ли Луанши је била његова друга супруга која је радила као кућна помоћница једног од вођа КПК Канг Шенга. У лето 1921. године уписала се у основну школу и добила име Ли Јунхе, али 1926. године је избачена из школе због сукоба са учитељицом. Исте године јој отац је отац умро од болести, па је са мајком отишла у Тијенђин код зета Ванг Кеминга који је био војник у одреду Фенгтијен. Три месеца је радила у фабрици дувана Бритиш-Американ Тобако као дечја радна снага.

### Живот у Ђинану
Ванг Кеминг се 1928. године повукао из војске, те су тада мајка и кћерка отишле у Ђинан код ујака Ли Циминга који је живео у улици Анчаси 27. Петнаестогодишња Ђијанг Ћинг (тада још увек Ли Јунхе) се у лето 1929. уписала у Шандуншко експериментално позориште у Ђинану на челу са директором Џао Таимоом где је годину дана учила драму. Почетком 1931. године је у организацији школског наставника Ванг Пошенга са драмском секцијом Хуиминг наступила у Пекингу. У мају се вратила у Ђинан и удала за Пеи Минглуна који је био из добростојеће ђинаншке породице. У јулу се развела од њега и отишла у Ћингдао код Џао Таимоуа да потражи уточиште.

### Живот у Ћингдаоу
Од  јула 1931. до априла 1933. године радила је у библиотеци на Приватном универзитету у Ћингдаоу чији је тадашњи шеф био Лијанг Шићиу (универзитет касније мења назив у Држвни универзитет у Ћингдаоу, потом Универзитет у Шандунгу, а данас се зове Кинески океанографски унвиерзитет). Тада је супруга Џао Таимоуа, Ју Шан, упознала са својим братом Хуанг Ђингом (друго име му је било Ју Ћивеи). Био је старији од ње три године, студент биологије и у тајности задужен за промовисање Комунистичке партије. Осамнаестогодиша Ђијанг Ћинг (тада још увек Ли Јунхе) је 1932. почела са њим да живи. Почела је да ради са Комунистичким културним фронтом, играјући представе попут Спусти бич. По препоруци Ју Ћивеиа, фебруара 1933. године је у једном складишту у пристаништу у Ћингдаоу положила заклетву КПК и била именована за члана подмлатка КПК. Исте године у априлу Ју Ћивеија су ухапсили, а она је прешла у његов родни град Шангај.

### Живот у Шангају и глумачка и филмска каријера од 1934. до 1937.
Након што је стигла у Шангај, Јуова породица одбила је да је прихвати, те није имала избора већ је затражила помоћ Веи Хелинга, свог старог школског друга још из времена када је учила драму у Ђинану. Он је упознао са чувеним Тијен Ханом. Маја 1933. године, по препоруци Тијен Хановог млађег брата Тијен Јуена, слушала је предавања на Универзитету Дасија (данашњи Источнокинески учитељски универзитет). У јулу, по препоруци Тијен Хана и других, отишла је да ради код Тао Сингџија, те је име Ли Јунхе променила у Џанг Шуџен (кин. 张淑贞，пин'јин: Zhāng Shūzhēn), и у источном предграђу насеља Беисинђинг радила је као наставник у служби за описмењавање. Октобра се вратила у Комунистичку омладинску лигу и придружила се левици. Истовремено је глумила у представама аматерске драмске трупе.
Септембра 1934. године је у Шангају у Цаођијаду била ухапшена, а децембра исте године пуштена. Након тога је отишла у Пекинг да живи са ослобођеним Ју Ћивеиом. Марта 1935. године се враћа у Шангај и прикључује се филмској продуцентској кући Дијентунг. Тада мења име у Лан Пинг (кин. 蓝𬞟, пин'јин: Lán Píng, дословно: плава јабука). У јуну добија похвале за главну улогу у Нори. Потом је имала две улоге у филмовима Бог слободе и Градски пејзаж. Септембра почиње да живи са филмским критичарем Танг Наом за кога се и удаје априла наредне године. Венчали су се у подножју торња Лиухе у оквиру церемоније колективног венчања. Међутим, ствари су се ускоро промениле јер је она након венчања још увек била у контакту са Ју Ћивеијем. Танг На је у јулу покушао да изврши самоубиство у Ђинану.
По повратку у Шангај, она се прикључује филмској продуцентској кући Лијенхуа и појављује се у филму Крв на Вучјој планини (познат и као Крвопролиће на Лангшану) у режији Феи Муа, као Лиуова трећа снаја. Фебруара 1937. Године појављује се у главним улогама у драми Велика олуја у режији Џанг Мина и у филму Ванг Лаову режисера Цаи Чушенга. Танг На 30. маја по други пут покушава да изврши самоубиство. Након тога, Ђијанг Ћинг дневном листу Да Гунг објављује чланак Моја исповест и отпочиње живот са режисером Џанг Мином јуна 1937. године. У исто време, добија отказ од филмске продуцентске куће Лијенхуа.

### Живот у Јен'ану
Непосредно након Инцидента на мосту Марка Пола, средином јула 1937. године Ђијанг Ћинг (тада још увек Лан Пинг) напушта Шангај и преко Вухана стиже у Си'ан, а августа долази у Јен'ан када и мења име у Ђијанг Ћинг. Први са којим је ту ступила у контакт био је Гуо Ћијен који је радио у одсеку за пропаганду при Централном Комитету КПК, и који је прихватио њен захтев за обнову партијског чланства. Током овог процеса била је у блиским односима са Џу Гуангом. Сви који су са стране долазили у Јен'ан су морали да живе у „хостелима“ и било им је забрањено да излазе напољу и слободно се крећу по објектима којима је управљала КПК.
Након што се удала за Мао Цедунга, мења име у Ђијанг Ћинг. У новембру се уписује у Анти-јапански војно-политички универзитет (факултет за марксизам и лењинизам). Када је основана Лу Сјунова Академија уметности у Јен'ану 10. марта 1938. године, Ђијанг Ћинг је била управница драмског одсека и глумила је у комадима као што су Прегажен човек и Закључани у плакару. Када је у августу потврђена њена улога у пекиншкој опери Рибар убија породицу, она је одмах постављена за секретарицу Централног војног комитета, где је радила уз Маоа и бринула се о свакодневним пословима (његова тадашња супруга Хе Циџен је тада била у Совјетском Савезу на „дугом лечењу“). Након одобрења Централног Комитета КПК (само се један из Политбироа није сложио) Ђијанг Ћинг и Мао Цедунг су се венчали 20. новембра 1938. године.  Године 1940. родила је кћерку по имену Ли На (презиме Ли је добила по једном од Маових псеудонима, Ли Дешенг).

### Живот у Пекингу
По оснивању Народне Републике Кине октобра 1949. године, Ђијанг Ћинг је постала прва дама НР Кине, директорка филмског одсека при одсеку за пропаганду Централног Комитета КПК и члан Управног одбора филмске индустрије при Министарству културе. Године 1950. водила је истрагу о Ву Сјуну и подржавала критиковање филма Прича о Ву Сјуну.  Од 1963. године је почела да промовише реформу савремене пекиншке опере, и тај подухват је познат као Осам узорних драма. Године 1964. написала је и рад О револуцији пекиншке опере (1964). Исте године 26. јуна је Мао Цедунг на једном симопозијуму похвалио Ђијанг Ћингин допринос о револуцији у пекиншкој опери речима: „Прочитао сам, изврсно речено.“
Мао је у пролеће 1965. године затражио од Ђијанг Ћинг да контактира Јао Венјуена, по чијим су упутствима исте те године у новембру у Шангају написали Коментар на нову историјску драму Отпуштање Хаи Жуија, која је постала инцијална каписла за покретање Културне револуције.
Уз Лин Бијаово одобрење, у Шангају фебруара 1966. године била је домаћин симпозијума о уметничким делатностима војничких трупа. Након тога, посветила се организовању адаптације дела Црвени лампион, Ша ђија банг, Стратешко освајање Тигрове планине и осталих узорних опера, као и критици и забрањивању других драма, музичких и плесних дела и литерарних радова и протеривање личности из света уметности, тако створивши ситуацију „осамсто милиона људи, а осам опера“.

Након што је Културна ревоулција званично почела 1966. године, била је први заменик директора Групе за културну револуцију комунистичке партије и саветник свевојне групе за културну револуцију. Ђијанг Ћинг је позвала све студенте Црвене гарде у борбу против великог броја политичара и познатих јавних личности, укључујући тадашњег председника државе Лиу Шаоћија и начелника Централног секретаријата Денг Сијаопинга. Наредне године је Ђијанг Ћинг у свом говору похвалила паролу Вен Гонг Ву Веи (осуђивати у говорима и текстовима, бранити се силом), која је касније постала теоретска основа за сукобе народних маса у целој држави. Исте године 21. јула је током сусрета са представницима Хенана у говору рекла:
„Не можемо бити превише наивни. Када се мало људи бори и када подигну оружје против вас, револуционарне масе могу узети оружје ради одбране. Након што обе стране постигну споразум да престану са борбом, а они и даље не спуштају оружје, ни ви не можете спустити своје оружје! (аплауз и узвици: Живео нам вођа Мао!) Памтим да је једна револуционарна група из Хенана изнела слоган Вен Веи Ву Веи, и он је истинит. (аплауз) Ми инсистирамо на борби речима коју је предложио вођа Мао, одлучно се супростављамо насиљу, и дубоко смо посвећени раду са масама, то је под један. Другови морају подробно промовисати ове идеје народним масама, бавити се прилично тешким послом рада са масама. Да би широке народне масе постале свесне завере шачице људи, потребно је мало труда. Међутим, има и под два, немојте бити наивни. Уколико они не спусте оружје, већ држе пиштоље, копља и мачеве уперене ка вама, а ви спустите гард, то није исправно. Патићете! Млади револуционари, и ви ћете пропатити. Управо је сада у Вухану таква ситуација. Наравно, вухански млади револуционари преузимају мере самоодбране. Другарице и другови, када смо чули да „милион храбрих ратника“ и неколицина манипулатора који стоје иза њих са онаквим оружјем иду на голоруке масе револуционара, до те мере да је било и кинднаповања, и да су другови Сије Фуџи и Ванг Ли премлаћени, па зар можемо да дозволимо то! (маса људи громогласно скандира) За ситуацију у Хенану је већ постигнут договор, и надам се да ће се обе стране држати договора. Ко прегази договор, тај је као Чанг Кај Шек. Он је 10. 10. 1946. године са нама потписао споразум о примирју и одмах га је и прегазио. Када данас погледам другарице и другове, морам да причам о принципима. Ми смо разумни, истина је на нашој страни. Другим речима, мисао Мао Цедунга је на страни младих револуционара, револуционарних кадрова, револуционарних радника и сељака, а не на њиховој малобројној страни. Ми добијамо, а они губе. Уколико узму оружје и не намеравају да га спусте, не будите наивни па да ви спустите оружје. Ја то подржавам. Толико од мене.. (аплаузи и узвици: Живео нам вођа Мао! Учимо од другарице Ђијанг Ћинг, одајмо почаст другарици Ђијанг Ћинг!).“
Ђијанг Ћинг је била једна од најутицајнијих политичких личности у Кини у позним годинама Мао Цедунга. На Деветом конгресу Комунистичке партије Кине 1969. године, Ђијанг Ћинг постаје део Политбироа. Она је у тиму за Културну револуцију имала толику моћ да је могла да издаје документа у име Централног комитета КПК, Државног већа, Централне војне комисије и Централне групе за Културну револуцију. Након инцидента који се догодио 13. септембра 1971. године, она је са Џанг Чунћиаоом, Јао Венјуеном и Ванг Хонгвеном склопила савез. Управо су они Четворочлана банда коју је касније КПК критиковала, а која је имала борбу за превласт са Џоу Енлаием и рехабилитованим Денг Сијаопингом. Ђијанг Ћинг је у фебруару 1974. године искористила „инцидент са пужевима“ (оптуживање кинеске делегације да су примањем стаклених фигурина пужева од Американаца прихватили понижење, тј. поруку да Кина пузи) како би учврстила свој положај, што је довело до тога да је Кина пет година каснила са увођењем производње телевизора у боји, што је био директни губитак око 700 милиона јуена. У септембру је опет искористила инцидент Брод Фенгћинг (повратак великог прекоокеанског брода домаће производње у Шангај) да критикује поступке који личе на филозофију робовања странцима и националну издају. Мао Цедунг у поодмаклим годинама ипак није предао највишу власт Четворочланој банди, али иако је критиковао њихов начин рада на првом састанку Четвртог националног народног конгреса 1975. године, он им је у суштини тајно помагао да стекну што већу моћ. Међутим, Мао је пре своје смрти организовао покрет „Критикуј Денга, противи се тренду преиначења пресуда десничарима” и тиме поново склонио Денг Сијаопинга зато што он није подржавао низ Маових потеза везаних за Културну револуцију. Напослетку је Мао за првог потпредседника Централног комитета КПК и премијера Државног већа поставио Хуа Гуофенга.

### Пад и суђење
Мао Цедунг је умро 9. септембра 1976. године. Исте године 6. октобра су Хуа Гуофенг, Је Ђијенјинг и Ванг Донгсинг покренули државни удар, те су ухапсили Ђијанг Ћинг, Џанг Чунћијаоа, Ванг Хонгвена, Јао Венјуена, Мао Јуенсина (Маовог нећака) и друге. Секретар Централне безбедносне службе Ванг Донгсинг је изјавио: „ухватићу сваког ко буде следио Четворочлану банду“; командант округа Веишу у Пекингу, Ву Џонг, изјавио је да ће бити веран Хуа Гуофенгу; командант пекиншке војне области је био „у поптуности одговоран за безбедност Пекинга” под командом Хуа Гуофенга, што је значило да су се све оружане снаге војног округа у Пекингу могле мобилисати ради сузбијања било ког противника, и тако су на крају њихов легитимитет препознали и други чланови Централног комитета. Након хапшења, Ђијанг Ћинг је била утамничена негде у Џонгнанхаиу (Царска палата). Рано у зору 10. априла 1977. године, Ђијанг Ћинг бива премештена у затвор Ћинченг где добија затворску униформу. Јула 1977. на Трећем пленуму Десетонг националног конгреса КПК је одлучено да ће Ђијанг Ћинг бити трајно протерана из странке. Ђијангова је током суђена изјавила: „током повлачења из Јен'ана била сам једина жена која је била уз вођу Маоа“ и „ја сам верно псето вође Маоу, и због њега се не бојим вас“.
Од 20. новембра 1980. до 25. јануара наредне године специјални суд при Врховном народном суду НР Кине је јавно судио Четворочланој банди и главним члановима Лин Бијаове групе. Ђијанг Ћинг је била осуђена на смрт са две године одлагања извршења. На Шестом пленуму Једанаестог националног конгреса КПК, 27. јуна 1981, прошашви кроз Резолуцију о одређеним  историјским питањима партије у периоду након оснивања народне републике, Културну револуцију су окарактерисали следећим речима „започета погрешним потезом вођа, искоришћена је од стране двеју контрареволуционарних група Ђијанг Ћинг (Четворочлана банда) и Лин Бијао, чиме су партији, држави и људима из свих етничких група донели катастрофалне и тешке грађанске нереде.“
Кривични суд при Врховном народном суду је јануара 1983. године осудио Ђијанг Ћинг на смртну казну чије се извршење одлаже на две године у току којих ће она обављати принудан рад, што је касније сведено на доживотну робију, али првобитна пресуда да је лишена политичких права остаје непромењена.

### Смрт и дешавања након смрти
Ђијанг Ћинг је 14. маја 1991. године у 77. години је извршила самоубиство. Што се тиче места самоубиства, новинска агенција Синхуа је 4. јуна исте године у сажетој депеши известила „репортери ове агенције су обавештени да је Ђијанг Ћинг, главни злочинац случаја контрареволуционарних група Лин Бијаоа и Ђијанг Ћинг, у месту свог пребивалишта Пекингу, током болничког лечења рано ујутру 14. 5. 1991. године извршила самоубиство .“ Хе Дијенку, бивши директор одељења за наздор у затвору Ћинченг, је међутим једном приликом изјавио да „Ђијанг Ћинг све до смрти није напуштала затвор Ћинченг.“
Јапански недељник Бунгеишунђу објавио је, како је речено, њено опроштајно писмо у коме између осталог пише и „Вођо, твоји ученици и другови долазе да те виде!“.
Након обдукције, тело Ђијанг Ћинг је пребачено у мртвачницу Опште болнице Народноослободилачке војске и заведено под именом Ли Ци (кин. 李梓，пин'јин:  Lǐ Zǐ). Тело је 24. маја 1991. године преузето под оружаном пратњом, а потом кремирано на планини Бабао. Марта 2002. године њен пепео је положен на јавном гробљу Футијен у западном предграђу Пекинга. На надгробној плочи је написано Гроб покојне нам мајке Ли Јунхе, 1914-1991, почаст одају кћерка, зет, унук.

## Хобији везани за уметност
Ђијанг Ћинг се у позним годинама бавила фотографијом и за собом је оставила пуно фотографија. Мао је више пута писао пратеће песме за њене фотографије.
- Лан Пинг
- Лан Пинг 2
- Лан Пинг 3
- Лан Пинг 4
- Ђијанг Ћинг 5
- Лан Пинг 6

Више пута је организовала самосталне изложбе фотографија, али оне нису успеле због Маовог уплитања.
Она је такође умела да имитира рукопис Маоа, Маов стил, тако да су њени рукописи једном били изложени као Маови.
У позним годинама свог живота била је јако избирљива. Примера ради, када би пила лекове, то би морало морало бити у тачно време које је било на њеном ручном сату, а ако би закаснила одмах би их испљунула. Међутим, по речима њене медицинске сестре, она није била толико темпераментна особа.
Од другова из Минстарства културе је 1974. тражила да испрате женску традиционалну одећу из периода династија Танг, Сунг и Јуен, и свим Кинескињама дизајнирала једну врсту хаљине, са симетричним V изрезима (за разлику од ханске одеће са Y изрезом), познатих као нигуфу (одећа будистичких монахиња). Женским кадровима је наложено да носе те хаљине као пример, јер је желела да промовише ношење ове врсте одеће међу свим Кинескињама. Међутим, како је Ђијанг Ћинг била свргнута, тако се и њеној одећи убрзо губи траг.

## Оцене критичара
Ђијанг Ћинг је била чувена личност кинеске историје двадесетога века, са животом пуним контроверзи. Током Културне револуције, Ђијанг Ћинг су још називали и „велики носилац пролетерске културе“. По завршетку Културне револуције, опет је називана савремена Царица Лу Џи, Ву Цетијен, Циси па чак и Баигуђинг. На Западу је неки називају „кинеска Ева Перон“.

### Позитивне критике
Дана 5. јуна 1976. године, Гуо Можуо је на двадесетпетогодишњици Мао Цедунговог говора на Јен'анском књижевном и уметничком форуму које је организовао збор азијских и афричких писаца одржао завршни говор под насловом „Заувек Маов добар ученик", а још је и рецитовао једну песму „посвећену овдеприсутној другарици Ђијанг Ћинг, сваком другу и другарици, и свакоме ученику“.
Чен Јунггуи је рекао: „вођа Мао јесте критиковао Ђијанг Ћинг, али сматрам да је то нека врста љубави према њој, а никако не да би је свргнуо с власти. Наши другови из Политбироа су све ово јасно видели“ као и „Није Ђијанг Ћинг похлепна, има она осећаја за људе који раде.“
Ћиу Хуицуо се присетио: „Ђијанг Ћинг је у Политбироу била прави тиранин“, али је уједно и рекао „Иако је лоша особа, она је непопустљива.“

### Негативне критике
Мао Цедунг је једном Ђијанг Ћинг оценио са: „Види, ти, Ђианг Ћинг, имаш велики апетитет а мало способности, високе амбиције а мало талента, и мислиш само на једну особу“ (1967); „Не експонирај се превише, немој да шаљеш документе и немој да формираш свој кабинет (кад је обављала послове из сенке). Имаш толико сукоба са људима, а желиш да добијеш већину. Чуј ме. Људи знају шта раде. Подцртавам.“ (1974)
Када је Ђијанг Ћинг била ухапшена, 6. октобра 1976. Године, Хе Циџен (Маова трећа супруга) није то коментарисала, али је кћерки Ли Мин рекла: „сад могу мало да радим, макар то било и писање мемоара“.
Гуо Можуо је 21. октобра 1976. године објавио песму о разбијању Четворочлане банде написану на чувену традиционалну мелодију Шуидијао Гетоу.
Када је италијанска новинарка Оријана Фалачи интервјуисала Денг Сијаопинга августа 1980, питала га је: „како коментаришете Ђијанг Ћинг, коју бисте јој оцену дали,“ на шта је он одговорио: „мање од нуле“, „Она је јако зла особа, и сама је радила лоше ствари у Маово име. Њих двоје су се још одавно разишли“.

## Појављивање у књижевним делима
- Американка кинеског порекла Анчи Мин написала је историјски роман Како сам постала мадам Мао (2001)
- Американац кинеског порекла Брајт Шенг написао је оперу Маова супруга[20]